# D. J. Fontana
Dominic Joseph Fontana (Shreveport, Luisiana; 15 de marzo de 1931 - Nashville, Tennessee; 13 de junio de 2018) fue un músico estadounidense, más conocido por ser el baterista de Elvis Presley durante catorce años. Junto a Presley, Fontana tocó en 460 grabaciones de RCA Records.

## Biografía
Apodado «D. J.», fue contratado por el programa radial y televisivo Louisiana Hayride para ser baterista de sesión en la difusión radiofónica de los sábados. En octubre de 1954, fue contratado para tocar la batería en una sesión de Elvis Presley, lo que marcó el comienzo de una relación de casi quince años. Tocó en el especial de televisión de NBC '68 Comeback Special. Fontana se unió a una banda, originalmente montada por Sam Phillips sin batería, con Scotty Moore a la guitarra, Bill Black al bajo y el propio Elvis, que se llamó a sí misma The Blue Moon Boys. El grupo se convirtió en el respaldo principal de Elvis durante sus grabaciones en la década de 1950 como «Heartbreak Hotel», «Hound Dog», «Don't Be Cruel» y «Jailhouse Rock», entre otros. El grupo también salió frecuentemente de gira con Presley y apareció en varios programas de televisión con el músico como en el programa de Ed Sullivan en 1956 y 1957.
El grupo se separó oficialmente en 1958, aunque Fontana y Elvis siguieron trabajando juntos durante buena parte de la década siguiente, en ocasiones junto a Moore. Moore y Fontana también volvieron a tocar juntos en 2002 en una nueva grabación de «That's All Right Mama» con Paul McCartney. Después de 1958, Black, que falleció en 1965, no volvió a tocar con el grupo.
En 1983, publicó el libro D. J. Fontana Remembers Elvis, sobre sus recuerdos de Presley.
En abril de 2009, Fontana fue incluido en el Salón de la Fama del Rock and Roll en la categoría de músicos acompañantes.